# Kościół św. Jana Chrzciciela w Strychach
Kościół pw. św. Jana Chrzciciela – katolicki kościół filialny znajdujący się w Strychach (gmina Przytoczna). Należy do parafii Świętej Trójcy w Goraju. Modernistyczna świątynia na planie prostokąta z wieżą stoi w centrum wsi.  

## Otoczenie
Przy kościele zabudowania Katolickiego Ośrodka Terapii Uzależnień Anastasis, powołanego do działania w 2003 przez bpa Adama Dyczkowskiego. Ośrodek powstał pod auspicjami Caritas Diecezji Zielonogórsko-Gorzowskiej (jednym z inicjatorów powstania był bp Edward Dajczak). Przy kościele istnieje park i wcześniejsza kaplica.

## Galeria

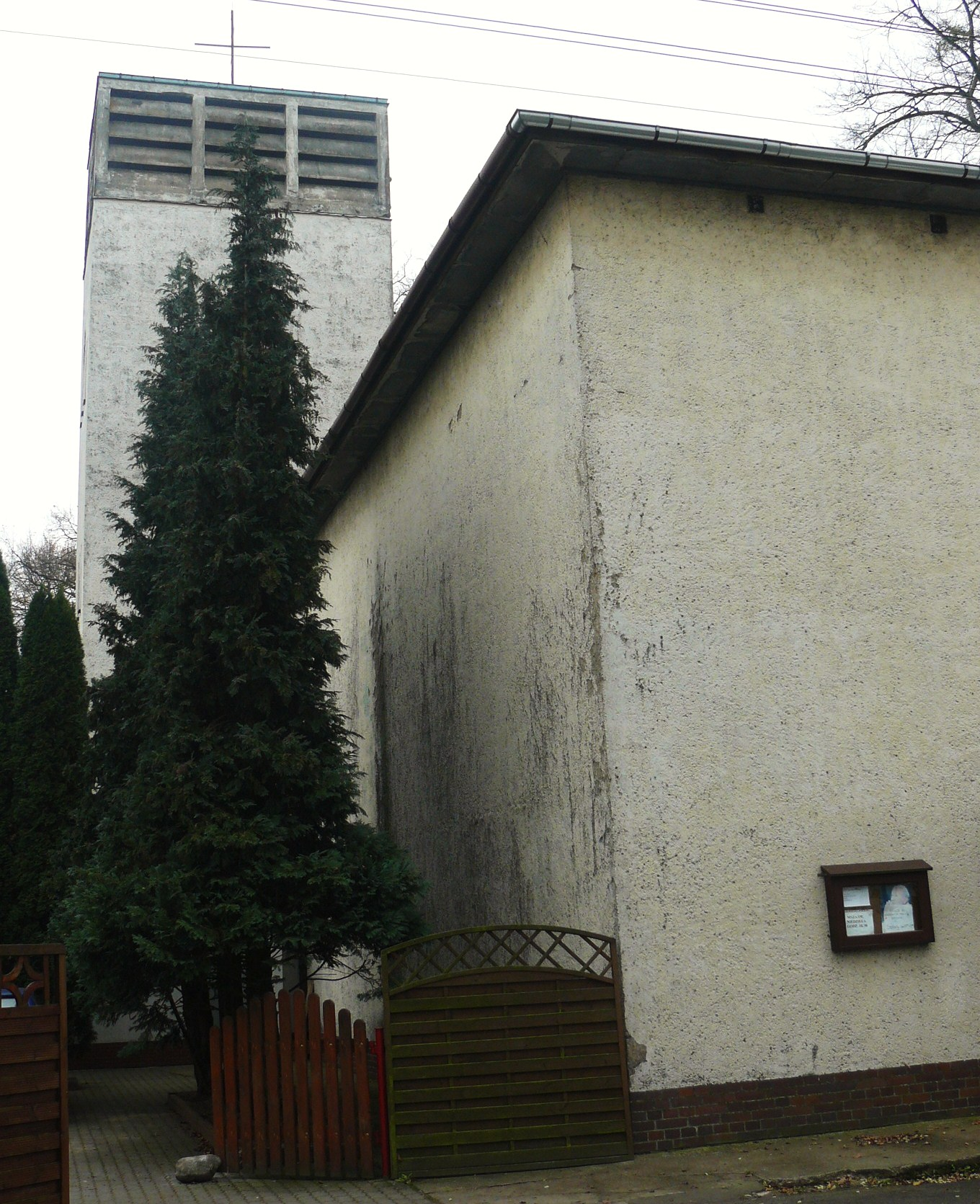
Wieża
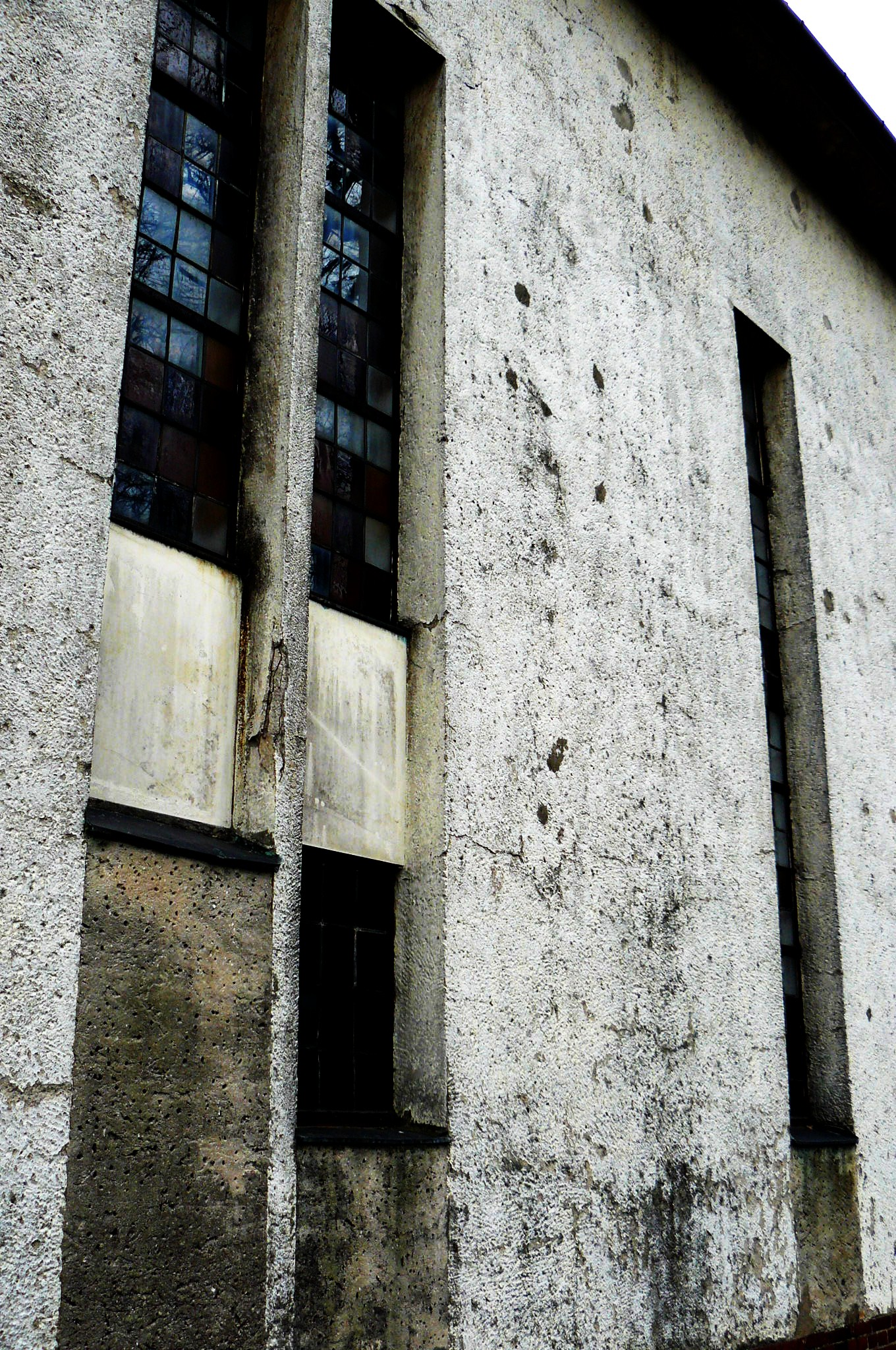
Detal
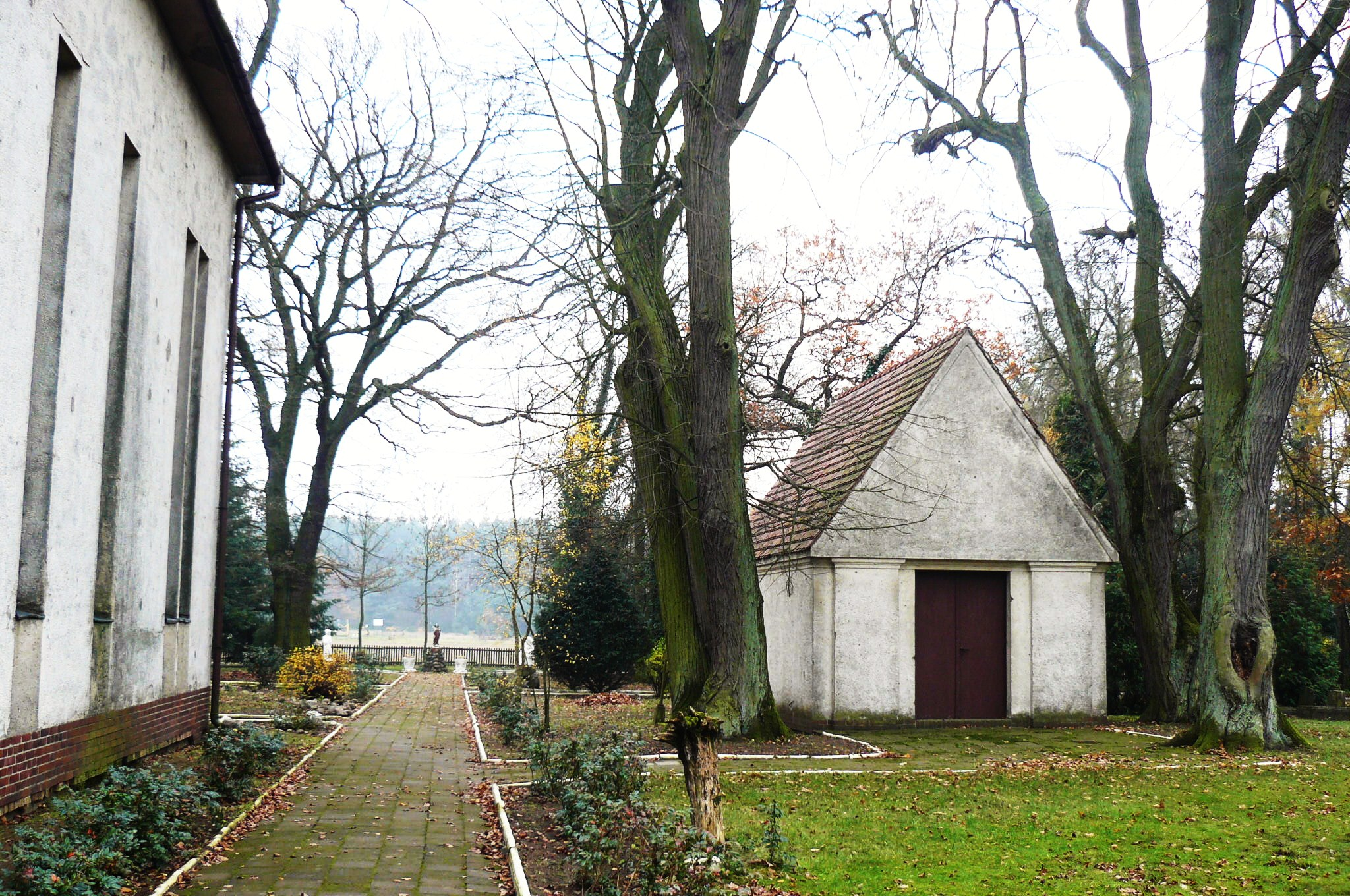
Kaplica